# Club Deportivo y Social Vida
Il Club Deportivo y Social Vida è una società calcistica con sede a La Ceiba, in Honduras.
Fondato nel 1940, il club milita nella massima serie del campionato honduregno.

## Rosa
| N. |                      | Ruolo | Calciatore                         |
| -- | -------------------- | ----- | ---------------------------------- |
| 2  | Belize (bandiera)    | D     | Elroy Smith                        |
| 3  | Honduras (bandiera)  | D     | Carlos Alberto Arbizú Zúniga       |
| 4  | Honduras (bandiera)  | C     | Jesús Marcelo Canales Cálix        |
| 5  | Honduras (bandiera)  | C     | Mario Alberto Chávez               |
| 6  | Honduras (bandiera)  | D     | Secundino Javier Martinez Cacho    |
| 7  | Honduras (bandiera)  | A     | Exon Ariel Bengtson Bodden         |
| 8  | Honduras (bandiera)  | D     | Orlin Peralta                      |
| 9  | Honduras (bandiera)  | C     | Raúl Marcelo Santos Colindres      |
| 14 | Honduras (bandiera)  | D     | Carlos Gabriel Solórzano Bernárdez |
| 15 | Honduras (bandiera)  | D     | Porciano Arturo Avila Alvarez      |
| 16 | Honduras (bandiera)  | D     | Irbin Guerrero                     |
| 17 | Honduras (bandiera)  | C     | Francisco Pavón                    |
| 18 | Honduras (bandiera)  | P     | Obed Enamorado                     |
| 19 | Argentina (bandiera) | C     | Pablo Genovese                     |
| 20 | Honduras (bandiera)  | D     | Jorge Lozano                       |

| N. |                     | Ruolo | Calciatore                       |
| -- | ------------------- | ----- | -------------------------------- |
| 21 | Honduras (bandiera) | D     | Mario Chávez                     |
| 22 | Honduras (bandiera) | C     | Abner Eli Méndez Peña            |
| 23 | Honduras (bandiera) | D     | Chestyn Yeciel Onofre Contreras  |
| 24 | Honduras (bandiera) | D     | Manuel De Jesús Doño Beltrán     |
| 26 | Honduras (bandiera) | D     | Óscar Morales                    |
| 27 | Honduras (bandiera) | P     | Elmer Yovany Canales Rivera      |
| 29 | Honduras (bandiera) | C     | Rodolfo Marcelo Espinal Paniagua |
| 30 | Honduras (bandiera) | D     | José Luis Yánez Fúnez            |
| 31 | Honduras (bandiera) | A     | Romell Samir Quioto Robinson     |
| 32 | Honduras (bandiera) | A     | Walter René Lapresti Gutiérrez   |
| 33 | Honduras (bandiera) | A     | Román Castillo                   |
| 34 | Honduras (bandiera) | A     | Mario Francisco Guevara Vilorio  |
| 35 | Honduras (bandiera) | P     | Oscar Rolando Banegas Gutiérrez  |
| 37 | Honduras (bandiera) | D     | Carlos Alberto Perdomo Martinez  |

## Palmarès

### Competizioni nazionali
- Campionato honduregno: 2

1981, 1983
- Liga Amateur de Honduras: 1

1961-1962

### Altri piazzamenti
- Campionato honduregno:

Secondo posto: 1971, 1984, 1985